# Конрад I (правитель Вюртемберга)
Конрад I (Конрад из Виртинисберк — нем. Konrad von Wirtinisberc, C(u)onradus de Wirdeberch) — первый правитель Вюртемберга, ранее Виртемберга (1083—1110), основатель феодального владения, затем княжества и королевства, существовавшего до 1918 года.

## История
Конрад впервые упоминается в 1081 году. Он был сыном сеньора из Бойтельсбах и возможным потомком герцога Каринтии Конрада I. Его брат — Бруно фон Бойтельсбах, в 1105—1120 аббат монастыря Хирзау.
В 1083 году Конрад основал на одноимённой горе замок Виртемберг, сделав его своей резиденцией, и стал называть себя Конрадом из Вюртемберг. Под этим именем он и упоминается во всех позднейших документах. 2 мая 1092 года в городе Ульм Конрад выступил свидетелем в ходе судебных разбирательств (тяжб) вокруг бенедиктинского монастыря Всех Святых в Шаффхаузене. С этого времени начинается достоверная генеалогия рода. В другом источнике указано что достоверные сведения о родословной графов Вюртембергских начинаются с Ульриха, которому в 1241 — 1263 годах принадлежали обширные владения в долине реки Некар.
Его жену звали Вилибурга фон Ахалм, она была дочерью Рудольфа I фон Ахалм из рода Фюрстенбергов. По другим данным, его женой была Вендтруда, неизвестного происхождения. О детях ничего не известно.
Преемником Конрада I в Вюртемберге стал племянник — Конрад II, упоминаемый в документе 1122 года, сын его сестры Луитгарды, о муже которой ничего не известно.